# Західна езотерика

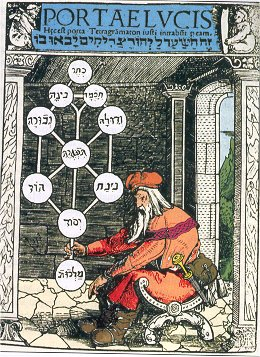
Дерево життя, представлене в каббалі, містить сефіроти

Західна езотерика, також відома як езотеризм, а іноді й західна містична традиція, — це термін, який вчені використовують для класифікації широкого спектру слабо пов'язаних ідей і рухів, які розвинулися в західному суспільстві. Ці ідеї та течії поєднані між собою, оскільки вони багато в чому відмінні як від ортодоксальної юдеохристиянської релігії, так і від просвітницького раціоналізму. Езотерика проникла в різні форми західної філософії, релігії, псевдонауки, мистецтва, літератури та музики — і продовжує впливати на інтелектуальні ідеї та масову культуру.
Ідея об'єднання широкого спектру західних традицій і філософій під терміном езотерика розвинулась у Європі наприкінці сімнадцятого століття.
Найдавніші традиції, які пізніший аналіз назвав формами західного езотеризму, виникли у Східному Середземномор'ї під час пізньої античності, де герметизм, гностицизм, неопіфагореїзм і неоплатонізм розвивалися як філософські школи думки, відмінні від того, що в ітозі стало християнством. У Європі епохи Відродження зростав інтерес до багатьох із цих старих ідей, коли різні інтелектуали поєднували «язичницькі» філософії з каббалою та християнською філософією, що призвело до появи езотеричних рухів, таких як християнська кабала та християнська теософія. У сімнадцятому столітті з'явилися товариства ініціаторів, які сповідували езотеричні знання, такі як розенкрейцерство та масонство, тоді як епоха Просвітництва вісімнадцятого століття привела до розвитку нових форм езотеричної думки. У дев'ятнадцятому столітті з'явилися нові течії езотеричної думки, які тепер відомі як окультизм. Визначними групами цього століття були Теософське товариство та Герметичний орден Золотої Зорі. У цьому зв'язку також важливою є «духовна наука» Мартінуса Томсена. Неоязичництво розвинулося в межах окультизму та включає такі релігійні рухи, як Вікка. Езотеричні ідеї пронизали контркультуру 1960-х років і пізніші культурні тенденції, що призвело до феномену Нью-Ейдж у 1970-х роках.
Ідея про те, що ці різноманітні рухи можна класифікувати разом під назвою «Західна езотерика», виникла наприкінці вісімнадцятого століття, але ці езотеричні течії здебільшого ігнорувалися як предмет академічного дослідження. Академічне дослідження західної езотерики виникло лише наприкінці двадцятого століття, першовідкривачами якого були такі вчені, як Френсіс Єйтс і Антуан Февр. Тим часом езотеричні ідеї також вплинули на масову культуру, з'явившись у мистецтві, літературі, кіно та музиці.

## Етимологія
Поняття «езотерика» виникло у 2-му столітті з використанням давньогрецького прикметника esôterikós («належний до найближчого кола»); найраніший відомий приклад слова з'явився в сатирі Лукіана Самосатського (бл. 125 — після 180).
Іменник «езотерика» у своїй французькій формі «ésotérisme» вперше з'явився в 1828 році у праці протестантського історика гностицизму Жака Маттера (1791—1864), Histoire critique du gnosticisme (3 томи). Таким чином, термін «езотеризм» увійшов до вживання на хвилі епохи Просвітництва та її критики інституціоналізованої релігії, під час якої альтернативні релігійні групи, такі як розенкрейцери, почали відмежовуватися від домінуючого християнства в Західній Європі. Протягом дев'ятнадцятого та двадцятого століть вчені дедалі частіше розглядали термін «езотерика» як щось відмінне від християнства — як субкультуру, яка суперечить християнському мейнстріму принаймні часів Відродження. Після введення Жаком Маттером (1791—1864) у французьку мову, окультист і церемоніальний маг Еліфас Леві (1810—1875) популяризував цей термін у 1850-х роках, а теософ Альфред Персі Сіннетт (1840—1921) ввів його в англійську мову в своїй книзі «Езотеричний буддизм» (Esoteric Buddhism) (1883). Леві також ввів термін l'occultisme, поняття, яке він розвинув на тлі сучасних соціалістичних і католицьких дискурсів. «Езотерика» та «окультизм» часто використовувалися як синоніми, поки пізніше вчені не розрізнили ці поняття.